# 第6ヘリコプター海上戦闘飛行隊 (アメリカ海軍)
第6ヘリコプター海上戦闘飛行隊（だい6ヘリコプターかいじょうせんとうひこうたい、英: Helicopter Sea Combat Squadron 6、略称：HSC-6）は、アメリカ海軍太平洋艦隊ヘリコプター海上戦闘航空団隷下のヘリコプター部隊。愛称はインディアンズ。1956年6月1日に第6ヘリコプター対潜飛行隊（英: Helicopter Anti-Submarine Squadron 6、略称：HS-6）として編成され、2011年7月8日に第6ヘリコプター海上戦闘飛行隊へ改編された。カリフォルニア州ノースアイランド海軍航空基地に所在し、空母「ニミッツ（USS Nimitz, CVN-68）」艦載の第17空母航空団を構成する飛行隊になっている。多用途ヘリコプターとしてMH-60Sを運用する。

## 歴代運用機
- 哨戒ヘリコプター
  - HO4S-3
  - HSS-1N
  - SH-3A/D/H
  - SH-60F
- 救難ヘリコプター
  - HH-60H
- 多用途ヘリコプター
  - MH-60S

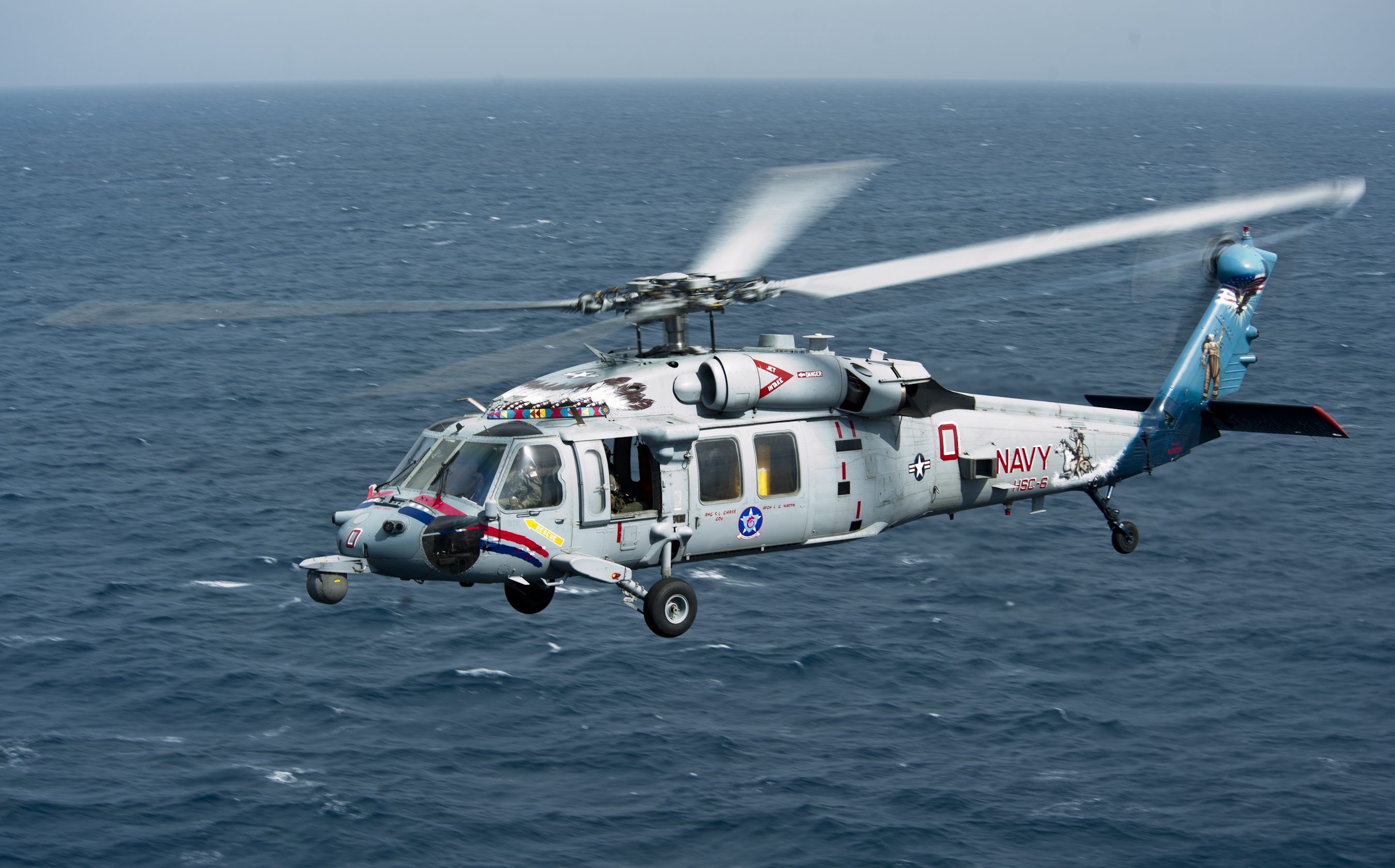
HSC-6で運用するMH-60S